# Государственная премия имени маршала Чойбалсана
Государственная премия имени маршала Чойбалсана (монг. Маршал Чойбалсангийн нэрэмжит Төрийн шагналт) — награда МНР, учреждённая 7 февраля 1945 года в ознаменование 50-летия Чойбалсана. В 1962 году видоизменена и переименована в Государственную премию МНР.

## История
Режим правления Хорлогийна Чойбалсана схож с правлением Иосифа Сталина в СССР. Схожесть отмечается и в наградной системе. Так, например, эта награда схожа со Сталинской премией, учреждённой по случаю 60-летия Сталина 20 декабря 1939 года. 
Награда создана по случаю 50-летия Хорлогийна Чойбалсана Малым Хуралом МНР. Первым был награждён историк Шагдаржавын Нацагдорж за книгу «Биография Сухэ-Батора». 
Все знаки изготовлены на Московском монетном дворе. 

## Статут

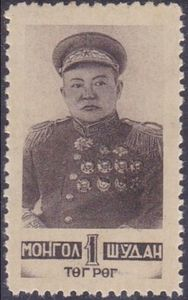
Марка, учреждённая по поводу 50-летия Чойбалсана

Премия выдаётся за различные заслуги в области литературы, культуры, науки. Известны случаи повторных и троекратных награждений. 
Вместе со знаком выдавался диплом и единоразовая денежная выплата в 20 000 тугриков. 

## Описание награды
Знак премии изготовлен их серебра и имеет форму рельефного национального орнамента «өлзий хээ», символизирующего пожелание счастья, добра и благополучия. На аверсе помещён золотой медальон с изображением Хорлогийна Чойбалсана в маршальской форме, который повёрнут влево. Реверс гладкий, видны две части крепежа, благодаря которому медальон держится в основной части.

Ленты не имеет, к одежде крепится через гайку и штифт, припаянный к пятиугольной колодке, На аверсе колодки три эмалированные части: зелёный цвет в центре и красный по краям. 

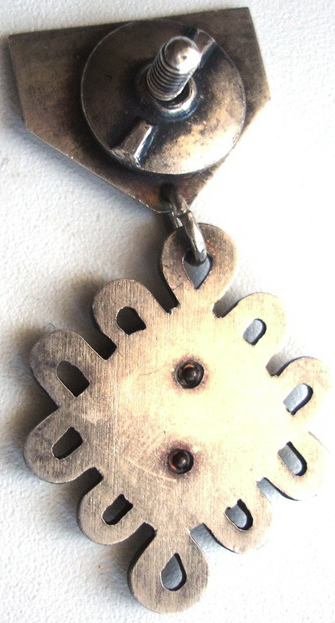
Реверс
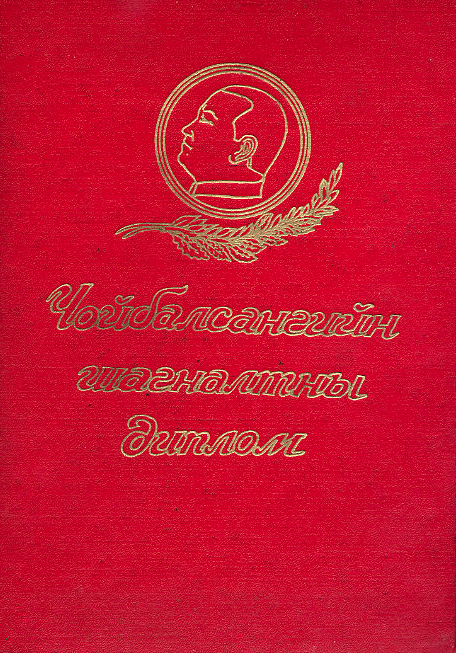
Обложка наградного диплома
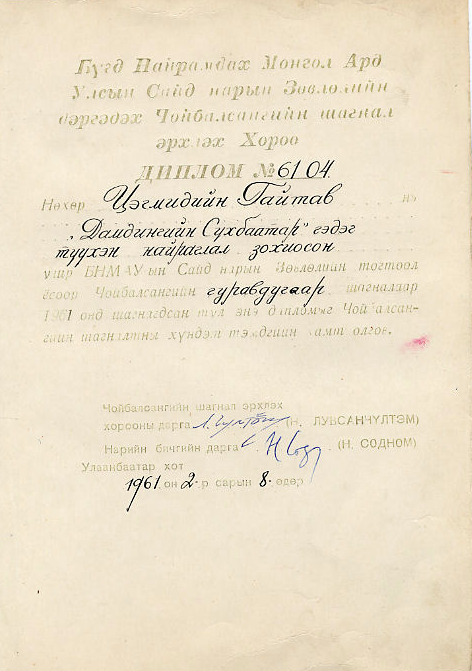
Наградной диплом Цэгмидийна Гайтава №6104, его троекратное награждение за авторство над книгой про Сухэ-Батора
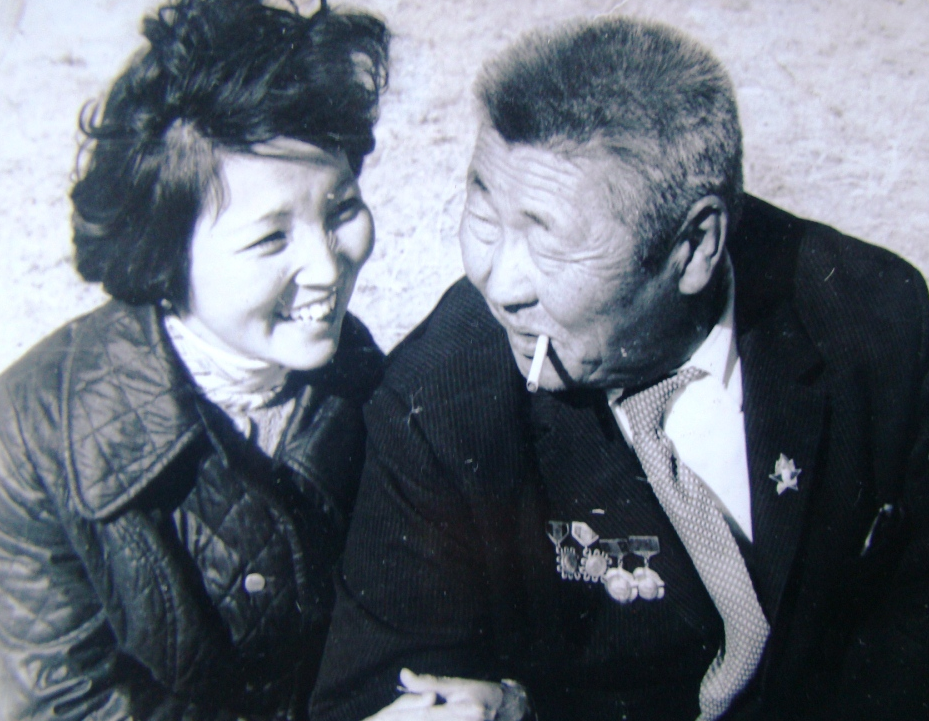
Цэндийн Дамдинсурэн, дважды кавалер, с дочерью
Автопортрет Очирына Цэвэгжава, виден знак премии